# McBaine (Misuri)
McBaine es un pueblo ubicado en el condado de Boone en el estado estadounidense de Misuri. En el Censo de 2010 tenía una población de 10 habitantes y una densidad poblacional de 17,01 personas por km².

## Geografía
McBaine se encuentra ubicado en las coordenadas 38°52′56″N 92°27′24″O / 38.88222, -92.45667. Según la Oficina del Censo de los Estados Unidos, McBaine tiene una superficie total de 0.59 km², de la cual 0.58 km² corresponden a tierra firme y (1.32%) 0.01 km² es agua.

## Demografía
Según el censo de 2010, había 10 personas residiendo en McBaine. La densidad de población era de 17,01 hab./km². De los 10 habitantes, McBaine estaba compuesto por el 100% blancos, el 0% eran afroamericanos, el 0% eran amerindios, el 0% eran asiáticos, el 0% eran isleños del Pacífico, el 0% eran de otras razas y el 0% pertenecían a dos o más razas. Del total de la población el 0% eran hispanos o latinos de cualquier raza.